# Цирндорф
Цирндорф (нем. Zirndorf) — город в Германии, районный центр, расположен в земле Бавария.
Подчинён административному округу Средняя Франкония. Входит в состав района Фюрт. Население составляет 25 965 человек (на 31 декабря 2010 года). Занимает площадь 28,78 км². Официальный код — 09 5 73 134.
Город подразделяется на 12 городских районов.

## Казарма Пиндера

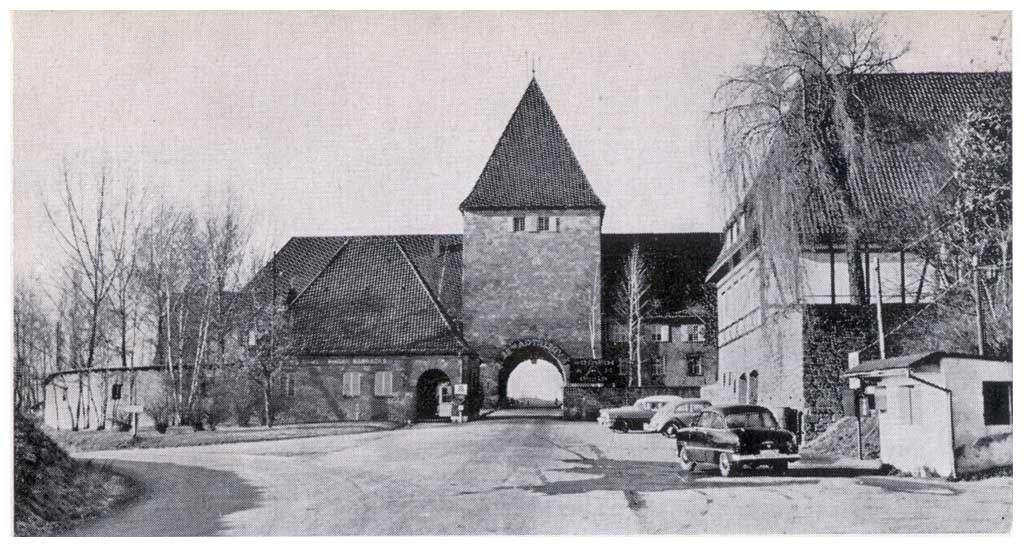
Казарма Пиндера, 1958 год

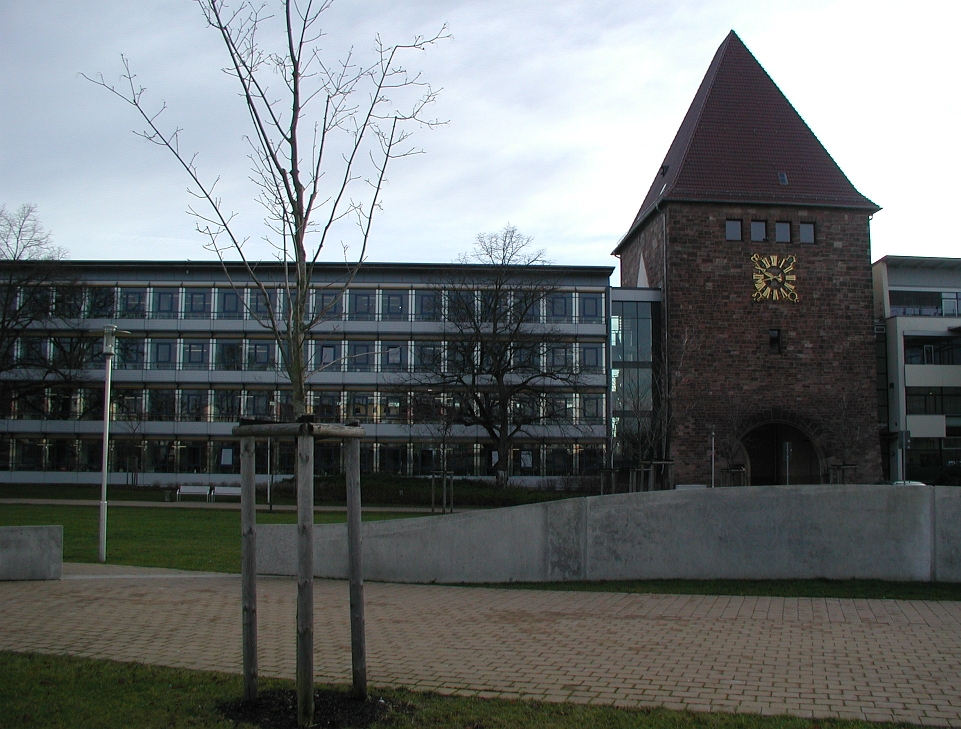
Ворота казармы, 2007 год

В 1935 году в городе была построена казарма, использовавшаяся для расквартирования личного состава Люфтваффе, в просторечии казарма была известна как  «Казарма Германа Геринга» (нем. Hermann-Göring-Kaserne), по имени руководителя Люфтвавве. 
11 мая 1945 года казарма была взята Армией США в ходе Операции «Нептун», и переименована в Казарму Пиндера - в честь солдата Джона Пиндера, погибшего при высадке в День-Д и посмертно награждённого высшей военной наградой США - Медалью Почёта.
В мае 1945 года в этом городе стоял 66 гвардейский истребительный авиационный полк им. А.Суворова Советского Союза.
С 1945 по 1991 год казарма использовалась Армией США, в частности в ней одно время была расквартирована 1-я бронетанковая дивизия США. В 1993 году в связи с выводом американского контингента казарма была оставлена.
В настоящее время от казармы остались только ворота, место, ранее занимаемое казармой, носит название Пиндерпарк.

## Население
По оценке на 31 декабря 2015 года население общины Цирндорф составляет 24 627 чел. 

| Дата      | 1840 | 1871 | 1900 | 1925 | 1939 | 1950  | 1961  | 1970  | 1987  | 2011  |
| --------- | ---- | ---- | ---- | ---- | ---- | ----- | ----- | ----- | ----- | ----- |
| Население | 2668 | 2939 | 5355 | 7190 | 9010 | 12489 | 14538 | 16567 | 21022 | 24752 |

| Год       | 1960  | 1970  | 1980  | 1990  | 2000  | 2009  | 2010  | 2011  | 2012  | 2013  | 2014  | 2015  |
| --------- | ----- | ----- | ----- | ----- | ----- | ----- | ----- | ----- | ----- | ----- | ----- | ----- |
| Население | 14827 | 16886 | 20978 | 21494 | 24950 | 25847 | 25965 | 25180 | 25686 | 25957 | 24558 | 24627 |